# Norwalk (Iowa)
Norwalk és una població dels Estats Units a l'estat d'Iowa. Segons el cens del 2000 tenia 6.884 habitants.

## Demografia
Segons el cens del 2000, Norwalk tenia 6.884 habitants, 2.344 habitatges, i 1.903 famílies. La densitat de població era de 405,2 habitants/km².
Dels 2.344 habitatges en un 49,4% hi vivien nens de menys de 18 anys, en un 66,3% hi vivien parelles casades, en un 12,5% dones solteres, i en un 18,8% no eren unitats familiars. En el 16,1% dels habitatges hi vivien persones soles el 6,1% de les quals corresponia a persones de 65 anys o més que vivien soles. El nombre mitjà de persones vivint en cada habitatge era de 2,88 i el nombre mitjà de persones que vivien en cada família era de 3,22.
Per edats la població es repartia de la següent manera: un 33% tenia menys de 18 anys, un 6,6% entre 18 i 24, un 33,6% entre 25 i 44, un 19,3% de 45 a 60 i un 7,4% 65 anys o més.
L'edat mediana era de 33 anys. Per cada 100 dones de 18 o més anys hi havia 84,3 homes.
La renda mediana per habitatge era de 58.933 $ i la renda mediana per família de 64.653 $. Els homes tenien una renda mediana de 37.571 $ mentre que les dones 30.455 $. La renda per capita de la població era de 21.895 $. Entorn de l'1,8% de les famílies i el 2,4% de la població estaven per davall del llindar de pobresa.

## Poblacions més properes
El següent diagrama mostra les poblacions més properes.